# Kurt Svanström
Kurt Oskar Elias Svanström, född 24 mars 1915 i Göteborg, död 16 januari 1996 i Säffle, var en svensk fotbollsspelare.
Svanström representerade Örgryte IS i Allsvenskan 1933/1934–1939/1940, och spelade sammanlagt 105 allsvenska matcher (10 mål) för klubben.
Åren 1937–1939 spelade Svanström 10 A-landskamper (1 mål) för Sverige. Han spelade alla Sveriges matcher i VM i Frankrike 1938.